# Best of You
«Best of You» —en español: «Lo mejor de ti»— es el primer sencillo de In Your Honor, quinto disco de Foo Fighters editado en el año 2005 en RCA Records. Esta canción fue versionada de forma acústica en Skin And Bones, disco acústico en directo de la banda en el año 2006.
En el vídeo musical aparecen imágenes de animales y personas que parecen sufrir a causa de otros intercaladas con imágenes de la banda tocando la canción. Este fue dirigido por Mark Pellington, conocido, entre otros trabajos, por haber realizado el vídeo de Jeremy, canción de Pearl Jam incluida en su álbum debut, Ten.
Prince versionó la canción en la final de la Superbowl en febrero de 2007, lo que sorprendió a la banda debido a que este vocalista había criticado a la banda por haber versionado su canción Darling Nikki como cara B de su anterior sencillo, Have it All.
La canción ha sido utilizada para un comercial del canal VH1 Latinoamérica.

## Lista de canciones
CD 1

| CD1 |                                                      |          |  |
| N.º | Título                                               | Duración |  |
| 1.  | «Best of You»                                        | 4:16     |  |
| 2.  | «I'm in Love with a German Film Star (The Passions)» | 4:21     |  |

CD 2

| CD2 |                                        |          |  |
| N.º | Título                                 | Duración |  |
| 1.  | «Best of You»                          | 4:16     |  |
| 2.  | «FFL»                                  | 2:31     |  |
| 3.  | «Kiss the Bottle (Jawbreaker)»         | 4:04     |  |
| 4.  | «What An Honour (Interview Videoclip)» |          |  |

Vinilo de 7"

| Vinilo de 7" |               |          |  |
| N.º          | Título        | Duración |  |
| 1.           | «Best of You» | 4:16     |  |
| 2.           | «Spill»       | 3:30     |  |

## Posicionamiento en listas
| Listas (2005)                               | Mejor posición |
| ------------------------------------------- | -------------- |
| Australia (ARIA)                            | 5              |
| Bélgica (Flandes) (Ultratip Bubbling Under) | 3              |
| Bélgica (Valonia) (Ultratip Bubbling Under) | 11             |
| European Hot 100 Singles                    | 14             |
| Ireland (IRMA)                              | 20             |
| Italia (FIMI)                               | 36             |
| Países Bajos (Mega Single Top 100)          | 94             |
| Nueva Zelanda (Recorded Music NZ)           | 38             |
| Noruega (VG-lista)                          | 23             |
| Suecia (Sverigetopplistan)                  | 41             |
| UK Singles (Official Charts Company)        | 4              |
| Estados Unidos (Billboard Hot 100)          | 18             |
| US Pop 100                                  | 20             |
| Estados Unidos (Alternative Airplay)        | 1              |
| US Mainstream Rock                          | 1              |
| Estados Unidos (Adult Top 40)               | 38             |

| Listas reingreso (2005) | Mejor posición |
| ----------------------- | -------------- |
| UK Singles Chart        | 40             |

| Listas reingreso (2007) | Mejor posición |
| ----------------------- | -------------- |
| UK Singles Chart        | 38             |

| Listas reingreso (2008) | Mejor posición |
| ----------------------- | -------------- |
| UK Singles Chart        | 59             |